# Guildayichthyidae
Guildayichthyidae es una familia extinta de peces actinopterigios prehistóricos. Fue descrita por Lund en 2000.
Vivió en los Estados Unidos (Montana).